# Talal Alnuaimi
Talal Salem Alnuaimi (in arabo تالال ال نوايمى‎?; Dubai, 26 settembre 1988) è un cestista emiratino.

## Carriera
Con gli Emirati Arabi Uniti ha disputato due edizioni dei Campionati asiatici (2007, 2009).